# Монтей (Аверон)
Монте́й (фр. Monteils, окс. Montelhs) — коммуна во Франции, находится в регионе Окситания. Департамент — Аверон. Входит в состав кантона Нажак. Округ коммуны — Вильфранш-де-Руэрг.
Код INSEE коммуны — 12150.
Коммуна расположена приблизительно в 510 км к югу от Парижа, в 90 км северо-восточнее Тулузы, в 50 км к западу от Родеза.

## Население
Население коммуны на 2008 год составляло 530 человек.
| 1962 | 1968 | 1975 | 1982 | 1990 | 1999 | 2008 |
| ---- | ---- | ---- | ---- | ---- | ---- | ---- |
| 378  | 437  | 404  | 424  | 490  | 465  | 530  |

## Экономика
В 2007 году среди 308 человек в трудоспособном возрасте (15—64 лет) 204 были экономически активными, 104 — неактивными (показатель активности — 66,2 %, в 1999 году было 67,8 %). Из 204 активных работали 181 человек (100 мужчин и 81 женщина), безработных было 23 (10 мужчин и 13 женщин). Среди 104 неактивных 33 человека были учениками или студентами, 39 — пенсионерами, 32 были неактивными по другим причинам.

## Фотогалерея

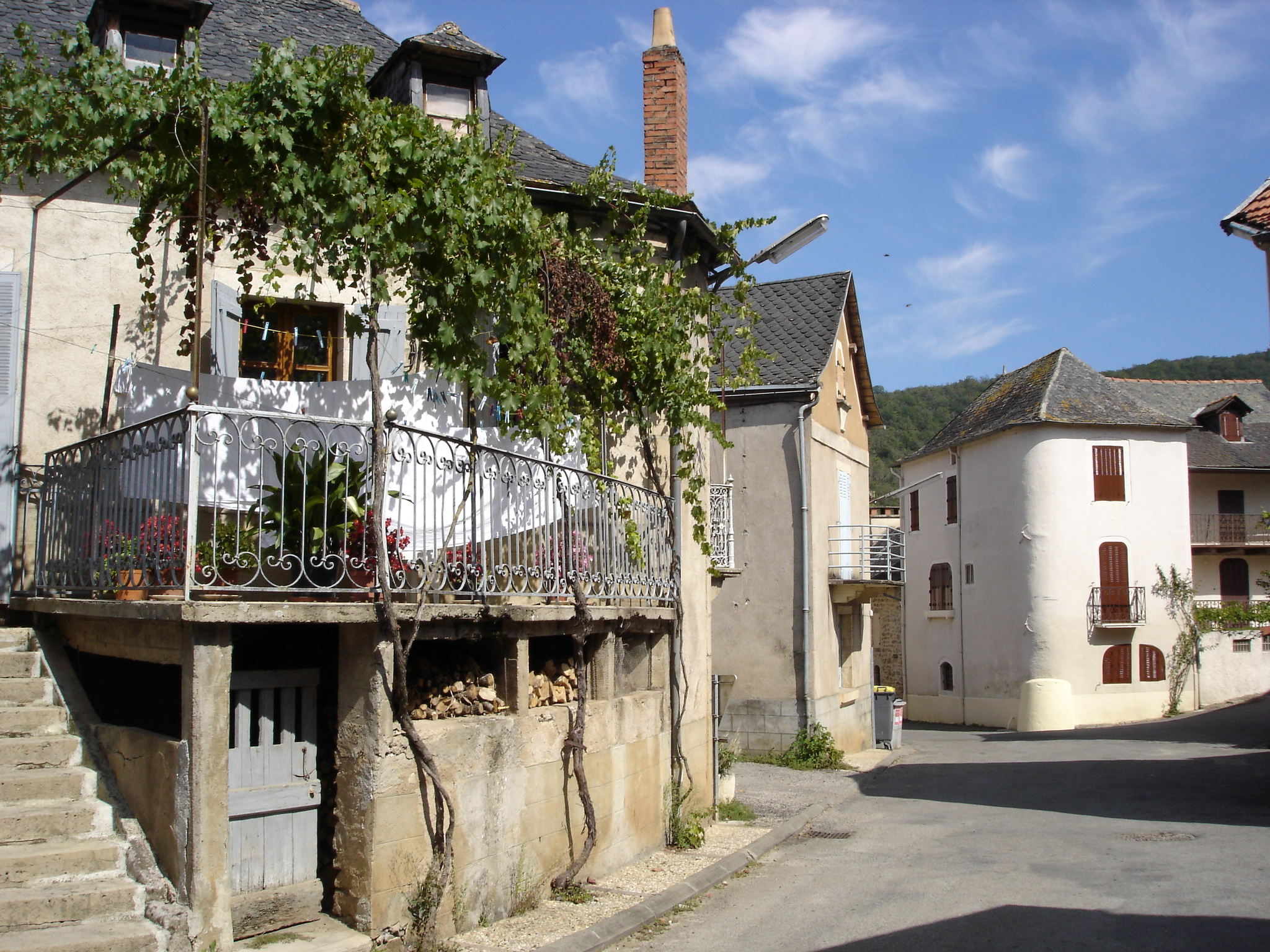
Монтей
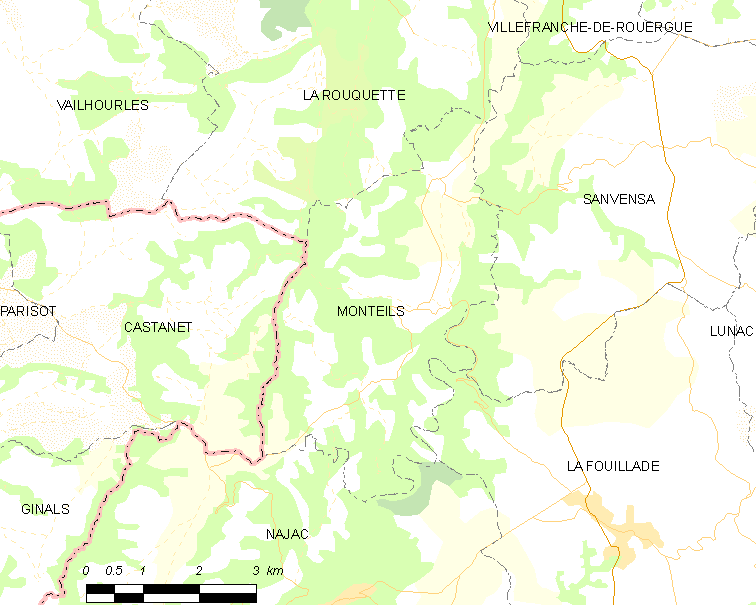
Карта коммуны